# Ribeirão do Palmito
O Rio do Palmito é um rio brasileiro que banha o estado de Mato Grosso do Sul.